# زنان در سودان
زنان در سودان (انگلیسی: Women in Sudan) که کشوری در حال توسعه است با چالش‌های بسیاری در زمینه نابرابری جنسیتی مواجه هستند. خانه آزادی در سال ۲۰۱۲، سودان را در پایین‌ترین رتبه میان رژیم‌های سرکوبگر قرار داد. سودان جنوبی امتیاز کمی بالاتر دریافت کرد اما همچنان به عنوان «غیر آزاد» ارزیابی شد. در گزارش سال ۲۰۱۳ که بر اساس داده‌های سال ۲۰۱۲ تهیه شده، سودان در رتبه ۱۷۱ از میان ۱۸۶ کشور در شاخص توسعه انسانی (HDI) قرار گرفت. سودان همچنین یکی از معدود کشورهایی است که به کنوانسیون رفع هرگونه تبعیض علیه زنان (CEDAW) نپیوسته است.
با این حال، تغییرات مثبتی در زمینه برابری جنسیتی در سودان رخ داده است. تا سال ۲۰۱۲، زنان ۲۴٫۱٪ از کرسی‌های مجمع ملی سودان را در اختیار داشتند. درصد حضور زنان سودانی در پارلمان ملی از بسیاری از کشورهای غربی بالاتر است. با این وجود، نابرابری‌های جنسیتی در سودان، به ویژه در ارتباط با بریدن آلت زنانه و تبعیض شغلی میان زنان و مردان در بازار کار، نگرانی‌هایی را در سطح بین‌المللی به همراه داشته است. پس از انقلاب سودان در سال‌های ۲۰۱۸–۲۰۱۹ که زنان نقش مهمی در مخالفت با دولت پیشین ایفا کردند، برخی قوانین تغییر یافت و زنان به سمت‌های رهبری در شورای حاکمیت انتقالی منصوب شدند.

## پیشینه تاریخی
با توجه به موقعیت جغرافیایی آن، جمعیت سودان ترکیبی از "عرب" و "آفریقایی" است و پیچیدگی‌های زیادی در زمینه قومیت و سیاست‌های هویتی دارد. در دو قرن اخیر، انواع مختلفی از حکومت‌ها بر سودان حاکم بوده‌اند، از جمله رژیم‌های استعماری مانند امپراتوری عثمانی و سودان مصر و بریتانیا، دولت‌های اسلامی (مانند پادشاهی فنج و مهدی‌گرایی)، دموکراسی‌های پارلمانی (۱۹۵۶–۱۹۸۹) و حکومت‌های نظامی تا سال ۲۰۱۹.

### سده نوزدهم
اطلاعات محدودی دربارهٔ روابط جنسیتی در دوران ترکیه و مهدی‌گرایی وجود دارد، اما برخی منابع گزارش می‌دهند که زنان به عنوان پیام‌رسان در مخالفت با دولت عثمانی نقش داشتند. علاوه بر این، آنان از مجروحان مراقبت می‌کردند، به عنوان جاسوس برای مخالفان سودانی فعالیت داشتند و مردان را به شجاعت ترغیب می‌کردند.
در دوره مهدی‌گرایی، فعالیت‌های عمومی و نقش‌های اقتصادی زنان عمدتاً به مناطق روستایی محدود شد، جایی که زنان نقش‌های اجتماعی بیشتری نسبت به شهرها داشتند. در مناطق شهری، زنان اغلب به فضاهای مخصوص زنان و کودکان محدود بودند و به ندرت امکان تحصیل داشتند. بر اساس تفسیرهای مذهبی مهدی‌گرایان، زنان مجبور بودند سر خود را بپوشانند و از تماس شخصی با مردان خارج از خانواده خودداری کنند. علاوه بر این، مردان و زنان ملزم به پرهیز از پوشاک غربی بودند.

### قرن ۲۱

#### منطقه دارفور

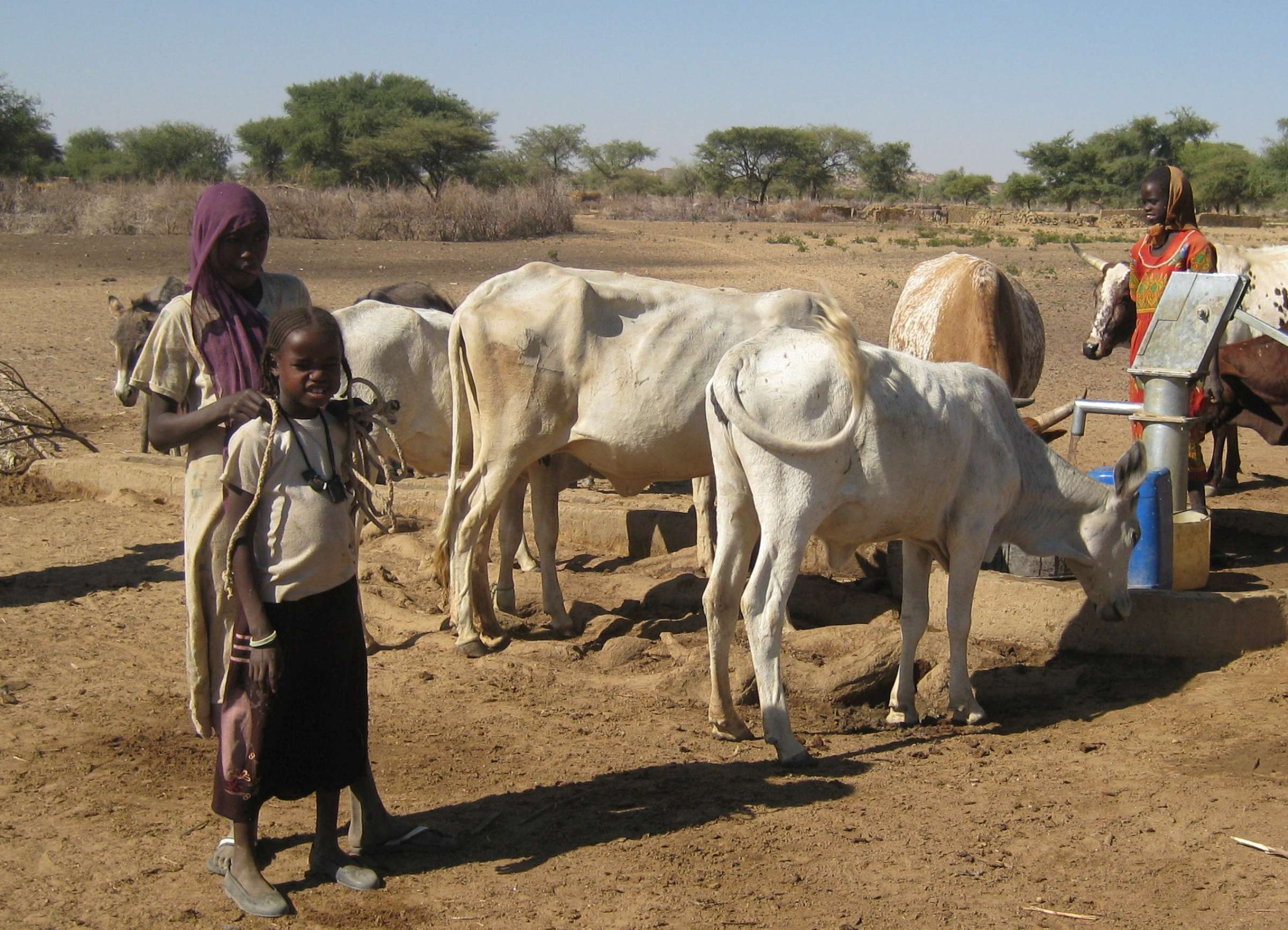
آب دادن به دام‌ها در دارفور

درگیری و خشونت مبتنی بر جنسیت در دارفور حتی پس از توافق‌نامه صلح دارفور ۲۰۰۶ (DPA) ادامه یافت. پیش از این توافق صلح، جناح‌های شورشی و راهزنان در دارفور به کشتار و ربودن غیرنظامیان، کارکنان بشردوست و نیروهای مأموریت سازمان ملل متحد-اتحادیه آفریقا در دارفور (UNAMID) دست می‌زدند.
در سال ۲۰۰۵، یک هیئت کارشناسی در سازمان ملل متحد دریافت که خشونت جنسی و مبتنی بر جنسیت در سراسر دارفور رخ داده است. در آن زمان، سازمان‌های غیردولتی برای مقابله با این خشونت‌ها فعالیت می‌کردند. با این حال، دولت سیزده سازمان غیردولتی را اخراج کرد که منجر به تعطیلی بیشتر برنامه‌های مقابله با خشونت مبتنی بر جنسیت شد.
پیش از استقلال سودان جنوبی در سال ۲۰۱۱، قانون اساسی ملی موقت در منطقه دارفور به‌طور صریح هرگونه تبعیض بر اساس جنسیت را ممنوع کرده بود. بااین‌حال، بر اساس گزارش حقوق بشر ۲۰۰۹ که توسط وزارت خارجه ایالات متحده منتشر شد، دولت سودان این مقررات را به‌طور مؤثر اجرا نکرد.
طبق گزارشی از زنان سازمان ملل، از زمان آغاز جنگ داخلی سودان (۲۰۲۳–اکنون) در سال ۲۰۲۳، تعداد زیادی از زنان، کودکان و سایر گروه‌های آسیب‌پذیر تحت تأثیر آوارگی اجباری، خشونت جنسی و سایر اشکال خشونت قرار گرفته‌اند. هم‌زمان، زنان سودانی نقش‌های پیشرو در اقدامات بشردوستانه و ترویج پایان درگیری بر عهده گرفته‌اند.

### استقلال سودان جنوبی

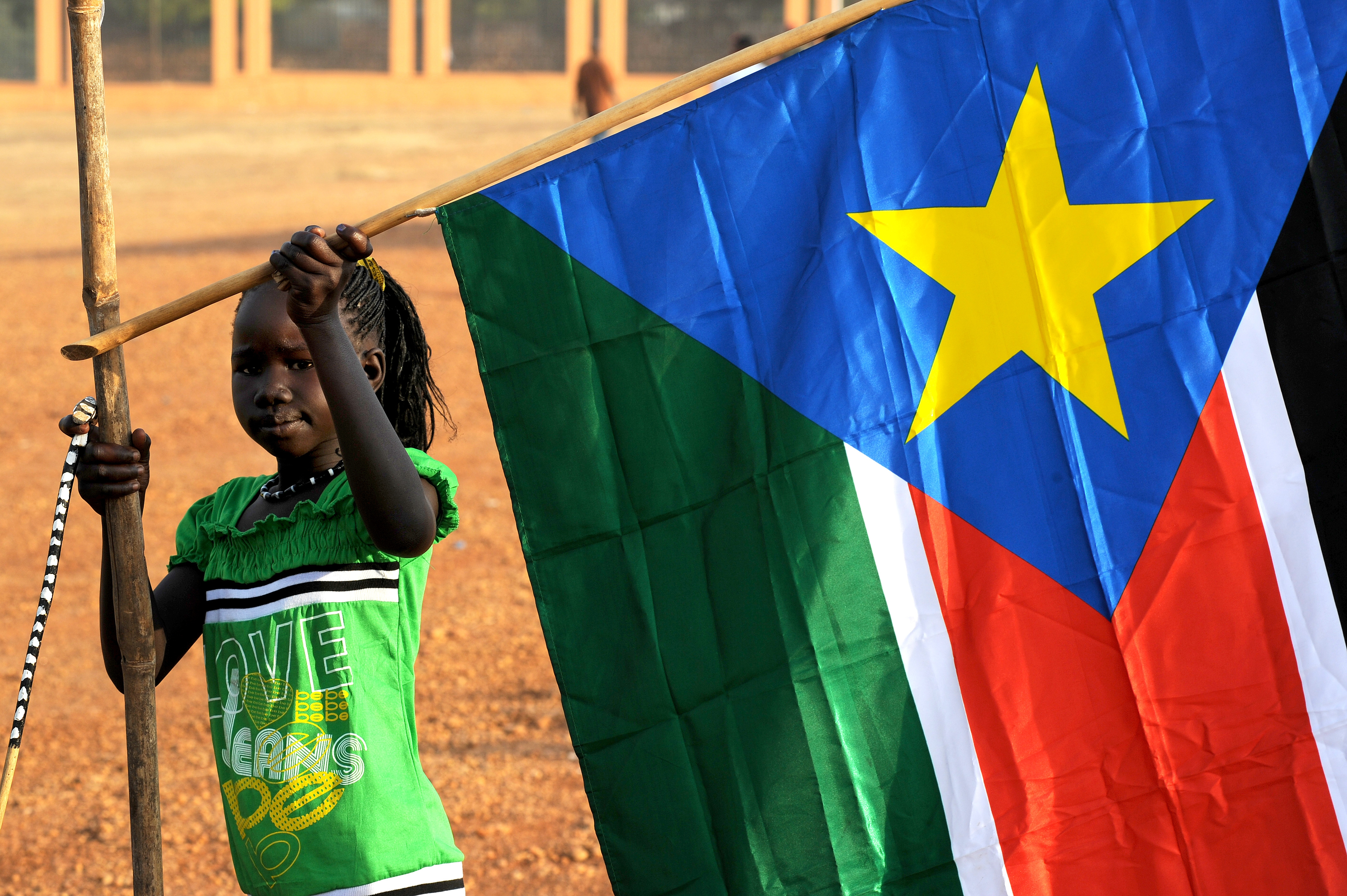
دختری جوان در حال آویختن پرچم سودان جنوبی

پیش از جدایی سودان جنوبی، سودان بزرگ‌ترین کشور آفریقا از نظر مساحت و یکی از تولیدکنندگان نفت خام بود. در ۹ ژانویه ۲۰۱۱، مردم ایالت‌های جنوبی سودان در همه‌پرسی‌ای شرکت کردند که منجر به استقلال رسمی از شمال شد. حدود ۹۸٪ از حدود هشت میلیون رأی‌دهنده به استقلال رأی دادند.
این جدایی نتیجه شکست سودان در دموکراتیزه شدن و اجرای ناقص توافق‌نامه صلح جامع (CPA) در سال ۲۰۰۵ بود. این توافق‌نامه طولانی‌ترین درگیری داخلی در قاره آفریقا را پایان داد. از زمان استعمارزدایی سودان در دهه ۱۹۵۰، «جنوب که عمدتاً سیاه‌پوست و پیرو مسیحیت یا آنیمیسم بود، به‌دنبال خودمختاری یا استقلال از شمال عربی‌زبان و مسلمان‌نشین بود». رقابت بر سر ثروت نفت نیز عاملی در این درگیری‌ها بود. دموکراسی هرگز فرصت موفقیت نیافت، زیرا هیچ انتخاباتی با حضور چندین حزب منجر به یک دولت پایدار نشد و سه دولت منتخب در اثر کودتاهای نظامی سرنگون شدند.

## مطالعات جنسیت و طرح‌های اعتباردهی خرد
نابرابری مطالعات جنسیت در سودان طبق گفتهٔ ستنی شامی از دو مرحلهٔ اساسی عبور کرده است. مرحلهٔ اولیه، که با نادیده گرفتن زنان به‌عنوان یک اولویت پژوهشی مشخص می‌شود، با برداشت‌های توسعه‌ای در دورهٔ پس از استقلال از ۱۹۵۶ تا دههٔ ۱۹۷۰ مرتبط است. مسائل مربوط به زنان به‌ندرت مورد توجه پژوهش قرار می‌گرفتند و در صورت مطالعه، به‌صورت سطحی و گذرا بررسی می‌شدند، به‌طوری که برخی از ابعاد بنیادی آن‌ها نادیده گرفته می‌شد.
مرحلهٔ دوم با اعلام دهه‌ی زنان سازمان ملل متحد در سال ۱۹۷۵ آغاز شد. این مرحله با تغییر روندهای مرحلهٔ نخست و افزایش علاقه به پژوهش دربارهٔ زنان همراه بود. با این حال، این پژوهش‌ها عمدتاً با هدف استفاده از سرمایه‌های بین‌المللی برای ایجاد «پروژه‌های زنان» انجام می‌شد، نه با نیت واقعی برای بهبود پایدار وضعیت زنان.
یکی از این پروژه‌های تأثیرگذار صندوق (به عربی به‌معنای «جعبه» یا «صندوق») بود که نوعی انجمن اعتباری چرخشی محسوب می‌شود. صندوق‌ها متشکل از گروه‌های کوچکی از زنان هستند که به یکدیگر اعتماد دارند و در نتیجه مسئولیت‌پذیری اعتباری یکدیگر را بر عهده می‌گیرند. این شیوه، نوعی اولیه از اعتباردهی خرد برای زنانی بود که به پول برای هزینه‌های غیرمنتظره یا اهداف تجاری نیاز داشتند. صندوق‌ها در سودان از نظر تعداد اعضا، میزان مشارکت، نوع مشارکت و مدت‌زمان وام‌ها متفاوت بودند.
از سال ۱۹۸۳، اتحادیه زنان سودان نقش مهمی در راه‌اندازی «سازمان زنان خانه‌دار» داشته است. این سازمان در کنار اهداف دیگر، تلاش کرده است که دسترسی به کالاهای کمیاب مصرفی را با قیمت‌های مناسب تسهیل کند.

## قوانین مرتبط با جنسیت
از سال ۱۹۸۳، نظام حقوقی سودان حالت چندگانه داشته است و احکام اسلام (حقوق مذهبی اسلامی)، حقوق مدنی و حقوق عرفی برای نزدیک به یک قرن در کنار هم وجود داشته‌اند.
تا سال ۲۰۱۳، سودان یکی از تنها شش کشوری در جهان بود که کنوانسیون رفع هرگونه تبعیض علیه زنان (CEDAW) را امضا نکرده بود. این کنوانسیون بین‌المللی که در سال ۱۹۷۹ توسط مجمع عمومی سازمان ملل متحد تصویب شد، به‌عنوان منشور جهانی حقوق زنان شناخته می‌شود و استانداردهای اساسی را برای تحقق برابری جنسیتی تعیین می‌کند. موضع سودان در آن زمان نشان‌دهندهٔ بی‌اهمیتی برابری جنسیتی در سیاست‌های آن کشور بود.
در نوامبر ۲۰۱۹، دولت انتقالی عبدالله حمدوک تمام قوانین محدودکنندهٔ آزادی زنان در زمینهٔ پوشش، جابه‌جایی، انجمن، کار و تحصیل را لغو کرد. در ۲۲ آوریل ۲۰۲۰، شورای حاکمیت انتقالی اصلاحیه‌ای در قوانین کیفری کشور اعمال کرد که بر اساس آن، هر فردی که بریدن آلت زنانه (FGM) را چه در یک مرکز درمانی و چه در هر جای دیگر انجام دهد، به سه سال زندان و پرداخت جریمه محکوم خواهد شد.

## آموزش
تفاوت در میزان آموزش میان پسران و دختران یکی از آشکارترین و مهم‌ترین نابرابری‌ها در سودان است. در کل، دختران معمولاً فقط خواندن و نوشتن و مقداری ریاضیات ساده را می‌آموزند و پس از رسیدن به سن بلوغ، که هم‌زمان با شش سال تحصیل در مقطع ابتدایی است، مدرسه را ترک می‌کنند.  شاخص برابری جنسیتی در آموزش ابتدایی در سودان تا سال ۲۰۰۶ برابر با ۰٫۸ بوده است.
جمعیت زنان با حداقل تحصیلات متوسطه در سال ۲۰۱۰ برابر با ۱۲٫۸٪ بود، در حالی که این میزان برای مردان ۱۸٫۲٪ بود. هرچند هر دو این ارقام پایین هستند، اما مردان به‌طور آماری فرصت بیشتری برای دستیابی به تحصیلات متوسطه دارند.
نخستین کلاس دانشجویانی که تحصیلات دانشگاهی را به پایان رساندند، مربوط به سال ۱۹۳۰ است. در سال ۲۰۱۷، زنان در دانشگاه‌ها اکثریت را تشکیل می‌دادند (۵۲٪ در مقابل ۴۸٪ مردان). اگرچه میل به تحصیل انگیزهٔ اصلی زنان برای ورود به دانشگاه است، اما نیاز به درآمد اضافی در شرایطی که درآمد سرپرست خانواده کافی نیست، زنان را به دانشگاه می‌کشاند تا بتوانند پس از آن شغلی پیدا کنند.
در رشتهٔ باستان‌شناسی، غالیه گرالنبی به گاردین گفته است که تنوع جنسیتی در باستان‌شناسی در سودان در طول عمر او افزایش یافته است: در دوران تحصیل او تنها سه زن در این رشته حضور داشتند، اما در سال ۲۰۲۲ این تعداد به ۲۰ نفر رسیده بود.